# NHK仙台放送局
NHK仙台放送局（エヌエイチケイせんだいほうそうきょく）は、宮城県を放送対象地域とする日本放送協会（NHK）の地域放送局。東北6県を管轄するNHK東北ブロックの拠点局である。

## 組織
2023年（令和5年）4月1日より、拠点局・地方局関係なく、部制度からセンター制（一時的に採用実績有）に見直され、旧放送部などの部門については各センターの下に置かれた。
経営管理センター
東北地方の各放送局統括管理部門
コンテンツセンター（旧：放送センター）
アナウンス（旧：放送部）、番組制作・技術など現業部門
視聴者リレーションセンター（旧：視聴者センター）
営業（旧：営業推進部）、広報など対視聴者部門

## 沿革
- 1927年（昭和2年）6月9日 - 東北支部（仙台市）設置[1]。
- 1928年（昭和3年）
  - 6月16日 - 社団法人日本放送協会仙台放送局（現在のラジオ第1放送）開局[1]。
  - 11月5日 - 全国中継放送開始（札幌-仙台間は無線中継、仙台-東京-名古屋-大阪-広島-熊本間は中継線）[1]。
- 1933年（昭和8年）7月25日 - 札幌-仙台間の中継線開通[1]。
- 1934年（昭和9年）5月16日 - 支部制廃止[1]。本部（東京）の下に置かれた全国6中央放送局の1つとなる[1]。
- 1943年（昭和18年） - 仙台放送合唱団が専属のプロ合唱団として発足。
- 1944年（昭和19年） - 仙台放送管弦楽団が発足。
- 1945年（昭和20年）
  - 9月1日 - ラジオ第2放送が開局。 ラジオ放送が、従来のラジオ第1放送と併せて2波体制となる。
  - 9月23日  - 局内に進駐軍の放送局であるAFRS仙台（WLKE、1450kc/s 3kW）が開局し、原町ラジオ放送所から送信を開始。同局は、キャンプ・センダイ（仙台城二の丸）に移転後、1953年（昭和28年）10月3日閉局。
- 1950年（昭和25年）6月1日  - 放送法施行に伴い社団法人日本放送協会が解散。特殊法人としての日本放送協会が設立され一切の権利義務を継承。
- 1956年（昭和31年）3月21日  - アナログテレビ放送（総合テレビ）開始[2][3]。
- 1959年（昭和34年） - NHK仙台少年少女合唱隊が専属の合唱団として発足。
- 1960年（昭和35年）12月1日 - アナログ教育テレビが放送開始。テレビ放送が、従来の総合テレビと併せて2波体制となる。

- 1961年（昭和36年）

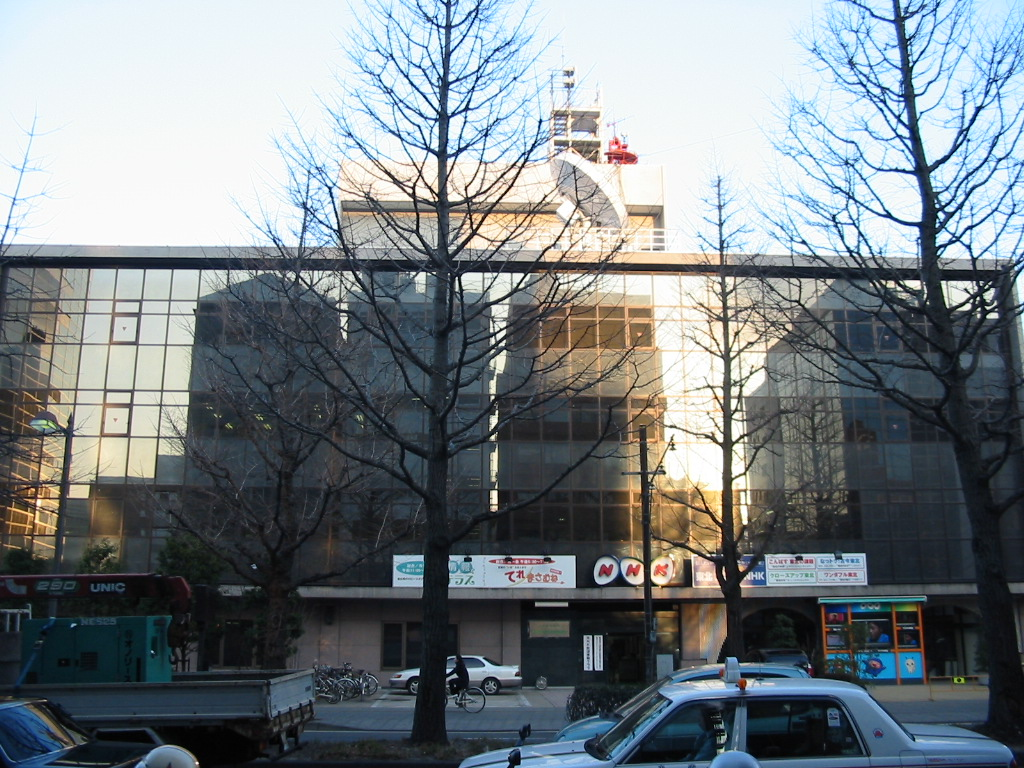
1961年から2018年まで使用された旧放送会館（2007年1月撮影）

  - 3月 - 新局舎が完成（地上4階・地下1階、延べ床面積1万1305m2、敷地面積6279m2）[4][5]。
  - 6月 - 「宮城県仙台市北一番丁32[6]」（北緯38度16分10.4秒 東経140度52分31.1秒 / 北緯38.269556度 東経140.875306度）に新設された局舎の運用開始[4]。
- 1962年（昭和37年）
  - 12月2日 - FMの実験放送を開始（モノラル放送のみ）。
  - 時期不明 - 仙台放送合唱団が専属解消し、アマチュア化。
- 1964年（昭和39年）
  - 4月6日 - FMステレオ放送の実験放送を開始[7]。ステレオ番組のみ、東京からのテープパッケージによる再生での放送を開始。
  - 9月24日 - アナログ総合テレビのカラー放送開始[8][9]。
- 1966年（昭和41年）3月20日 - アナログ教育テレビのカラー放送開始[10]。
- 1969年（昭和44年）
  - 3月1日 - 仙台局を含む、全国のFM放送が本放送となる。
  - 年度内（詳細時期不明） - ローカルニュースがカラー化[11]。これに伴い、カラーフィルムによる報道取材を開始。
- 1970年（昭和46年）2月1日 - 住居表示が実施され、住所が「宮城県仙台市錦町一丁目11番1号」に変更[6]。
- 1971年（昭和46年）7月1日 - 地方本部制度導入により日本放送協会東北本部に改称[12]。
- 1979年（昭和54年）12月24日 - FMステレオ放送用のPCM回線を導入。これに伴いステレオ番組のテープパッケージによる送出を終了[13]。
- 1980年（昭和55年）7月25日 - 組織改革で地方本部制度が廃止されたため、仙台放送局に改称。
- 1981年（昭和56年）8月8日 - アナログ総合テレビの音声多重放送を開始[14]。
- 1989年（平成元年）4月1日 - 仙台市の政令指定都市移行に伴い、住所が「宮城県仙台市青葉区錦町一丁目11番1号」に変更。
- 1991年（平成3年）3月21日 - アナログ教育テレビの音声多重放送を開始[15]。
- 2005年（平成17年）12月1日  - 総合テレビと教育テレビの地上デジタル放送を開始（これと同日に、宮城県内民間放送のTBC・OX・MMTも開始）。マスコットキャラクターとして「わらDE」を採用。また、地上デジタルテレビ放送における宮城県内向けデータ放送のタイトルは「デジまさむね」。
- 2011年（平成23年）
  - 3月11日 - 東北地方太平洋沖地震（東日本大震災）発生。仙台市都心部にあり津波の被害は受けなかったが、局舎の一部に被害が出た他、14日ごろまでは電力供給が止まり、非常電源を使って緊急報道を続けた。その中で、その後も被災地取材の拠点となった（東日本大震災における対応参照）。
  - 6月15日 - 東日本大震災に伴う地上デジタル放送に係る電波法の特例に関する法律が公布・施行され、地デジ化完全移行が延期された。これにより、アナログ放送完全停波は他地域より8ヶ月遅れとなる2012年（平成24年）3月31日に決定された。
  - 9月1日 - 移転計画を発表。
- 2012年（平成24年）3月31日 - この日の正午をもってアナログ放送終了。総合テレビでは谷地健吾アナによる終了の挨拶[注釈 1]が岩手・福島の3局ネットで放送、Eテレは住所変更手続き案内と、時報までのフィラーとして東京都内の空撮（本来は選抜高等学校野球大会中継の予定だったが雨天中止となったため）が最後に放送された。翌日の午前0時までに完全停波。
- 2013年（平成25年）5月27日 - 当日17時（日本時間）より、「NHKネットラジオ らじる★らじる・仙台」の全国配信を開始（他名古屋、大阪）。
- 2016年（平成28年）の大型連休より祝日のローカルニュース・気象情報はテレビラジオ問わず仙台からのブロック放送にすべて切り替えられた[注釈 2]。
- 2017年（平成29年）
  - 5月22日 - 台湾・中国電視公司と相互に制作した映像を交換し、番組内で放送する協定を結んだ。NHK仙台は『ひるはぴ』で月1回程度放送する予定[16]。
  - 6月5日 - 新仙台放送会館（地上7階・地下1階、延べ床面積2万3620m2）が竣工[17]。
  - 10月2日　民放ラジオポータルサイトradikoにて実験配信を開始（2018年3月30日をもって一旦終了後[18]、4月12日より再開[19][20]）。
- 2018年（平成30年）
  - 2月4日 - 「宮城県仙台市青葉区本町二丁目20番1号」（北緯38度15分57.9秒 東経140度52分27.3秒 / 北緯38.266083度 東経140.874250度）に新設された放送会館に移転（2018年2月1日に錦町の会館の業務を終了[注釈 3]。）[21]。移転と同時に、総合・Eテレでチャンネルロゴ表示の常時表示を開始。
  - この年の春から順次平日 6:55のローカル枠や土日祝の総合テレビローカル枠を仙台からのブロック放送に切り替え。
- 2019年（令和元年）6月14日 - 組織改正で仙台拠点放送局に改称[22][23]。
- 2021年（令和3年）3月3日 - NHKプラスで地域向けのテレビ番組の見逃し配信が開始[24]。
- 2022年（令和4年）4月1日 - 名称を仙台放送局に戻した[25]。
- 2023年（令和5年）4月1日 - 令和改革により、部制（放送部・営業推進部等）からセンター制に見直され、経営管理センター（東北地方各放送局統括管理）、コンテンツセンター（旧：放送センター）、視聴者リレーションセンター（旧：視聴者センター）へ再編された。
- 2025年（令和5年）3月30日 ‐ この日限りで土日夕方の総合テレビ東北ニュースの放送を終了し、東北6県の総合テレビ土日夜7時前のローカル枠がすべて県内ニュースに戻された。くわしくは後述。尚、ラジオについては土日・祝日・年末年始ともに従来通り全時間帯で東北ブロック放送となる。

### 局舎移転
1961年（昭和36年）3月の完成から50年使用してきた局舎が老朽化していたため、かねてから新築・移転計画があり移転用地を探していたところ、2011年（平成23年）3月11日に発生した東北地方太平洋沖地震（東日本大震災）で被災したためさらに計画が進められた。
同年8月30日、移転用地としてホテル仙台プラザおよび斎藤報恩会館（斎藤報恩会自然史博物館）の跡地（合計5,522.47m2）を東京海上ホールディングスの関連会社から35億円で取得し、さらに2012年（平成24年）2月8日、隣接する1,034m2の市有地（1998年まで仙台市武道館、以降、コインパーキングとして使用）を5億円で取得した。両取得地は合わせて6,556m2となり、前局舎の敷地面積よりやや広い。
2011年（平成23年）9月1日に発表された計画では、2012年（平成24年）度までに移転先にある建物等を取り壊し、2014年（平成26年）度中に新局舎を着工、2018年（平成30年）度までに移転して運用開始するとしているが、計画の前倒しに努めるとした。
2017年（平成29年）6月5日に新会館の竣工式が行われ、2018年（平成30年）2月4日に開館した。総工費は約117億円。公開スタジオや震災を映像で学べるスペース等を設ける予定で、従前の局舎の跡地は売却するとしている。

## 放送系統

### デジタルテレビジョン放送

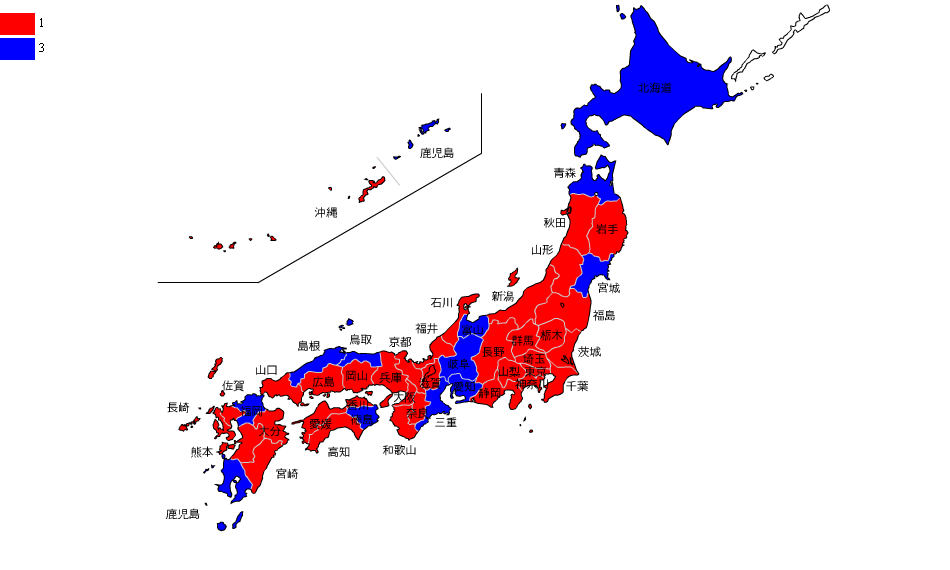
NHK総合のリモコンキーID

大年寺山送信所（仙台市太白区茂ヶ崎三丁目）
| リモコンキーID | 放送局名   | コールサイン | 物理チャンネル        | 空中線電力 | ERP  |
| -------------- | ---------- | ------------ | --------------------- | ---------- | ---- |
| 3              | 総合テレビ | JOHK-DTV     | 17ch（497.142857MHz） | 3kW        | 24kW |
| 2              | 教育テレビ | JOHB-DTV     | 13ch（473.142857MHz） | 3kW        | 24kW |

宮城県では、TBS系列の東北放送テレビがリモコンキーIDにアナログ親局と同じ「1」を使用しているため、総合テレビはアナログ親局と同じ「3」を使用している。東北地方で総合テレビでリモコンキーIDに「3」を使用しているのは同局と青森局の2局のだけである。

#### 中継局
- 涌谷 総合17ch Eテレ14ch 100W（垂直偏波・デジタル新局）
- 気仙沼 総合15ch Eテレ13ch 30W
- 白石 総合18ch Eテレ16ch 3W
- 栗駒 総合26ch Eテレ30ch 30W
- 志津川 総合22ch Eテレ26ch 3W
- 鳴子 総合25ch Eテレ23ch 1W
- 蔵王遠刈田 総合42ch Eテレ40ch 300mW

### アナログテレビジョン放送
| チャンネル | 放送局名   | コールサイン                 | 空中線電力          | ERP                |
| ---------- | ---------- | ---------------------------- | ------------------- | ------------------ |
| 3ch        | 総合テレビ | JOHK-TV（2012年3月31日廃局） | 映像10kW／音声2.5kW | 映像71kW／音声18kW |
| 5ch        | 教育テレビ | JOHB-TV（2012年3月31日廃局） | 映像10kW／音声2.5kW | 映像87kW／音声22kW |

### ラジオ放送
| 局名   | ラジオ第1 | ラジオ第1 | ラジオ第1    | ラジオ第2 | ラジオ第2 | ラジオ第2    | FM放送               | FM放送   | FM放送       |
| 局名   | 周波数    | 送信出力  | コールサイン | 周波数    | 送信出力  | コールサイン | 周波数               | 送信出力 | コールサイン |
| ------ | --------- | --------- | ------------ | --------- | --------- | ------------ | -------------------- | -------- | ------------ |
| 仙台   | 891kHz    | 20kW      | JOHK         | 1089kHz   | 10kW      | JOHB         | 82.5MHz              | 5kW      | JOHK-FM      |
| 気仙沼 | 1161kHz   | 100W      | -            | 1539kHz   | 100W      | -            | 84.6MHz （垂直偏波） | 100W     | -            |
| 鳴子   | 1161kHz   | 100W      | -            | -         | -         | -            | 85.2MHz              | 10W      | -            |
| 志津川 | 981kHz    | 100W      | -            | -         | -         | -            | 85.2MHz              | 10W      | -            |
| 白石   | -         | -         | -            | -         | -         | -            | 84.3MHz              | 1W       | -            |

備考
- 仙台第1ラジオ本局の891kHzは、大韓民国・KBS釜山放送総局の第1ラジオ本局と同じ周波数であるため、特に日本海側と九州地方を中心として混信が激しい状態になっている。このKBS釜山第1ラジオでは、日本での受信状態を踏まえ、NHKラジオ第1放送の深夜放送休止枠があった1962年3月1日から、24時間放送に移行してしばらくしてからの1995年4月3日まで、自由大韓の声→ラジオ韓国（現・KBSワールドラジオ）の日本語放送の番組のうち、前半の1時間[注釈 4]を放送していたことがあり、冒頭の5分程度はNHKラジオ第1放送の国歌「君が代」の演奏、放送終了のインターバル・シグナル(チェレスタ)が、また台風、地震などの自然災害や有事発生時は終夜放送を行っていたため、混信が激しかった。
- 「ラジオ深夜便」が開始された1990年以後は終夜放送の機会が増えたため、より混信が激しくなったことから1995年4月4日以後、KBSの第1ラジオによる日本語放送の中継は廃止された。

## 支局
- 気仙沼支局（気仙沼市東新城1丁目-7-6）[28]
- 石巻支局（石巻市日和が丘2丁目4-12）[28]
  - 2000年代の一時期、古川市（現：大崎市）にも報道室が設置されていた。
  - 東日本大震災直後には本吉郡南三陸町（南三陸ホテル観洋内）にも、臨時の報道拠点が置かれていた。

## 情報カメラ
- 仙台市青葉区一番町 仙台第一生命タワービル屋上。市中心部をカバーできる。同じく屋上にはせんだいラジオ3の送信所。ビル内には宮城テレビ放送の事業部が入居。
- 錦町公園 仙台CATV屋上。2017年12月設置。2018年に移転した新・放送会館を映し出す。
- 仙台駅西口　ホテルメトロポリタン仙台屋上。東北放送、東日本放送も同じ屋上にカメラを設置。
- 仙台駅・新幹線ホーム専用 仙台駅の南側にあるビル（JR東日本が所有し、仙台新幹線運輸区などが使用）から、東北新幹線の発着ホームを捉える。
- 仙台市地下鉄南北線・勾当台公園駅公園1出入口屋根上。2006年11月設置。定禅寺通りやSENDAI光のページェントの映像を低い位置から捉えられる。同時に地下鉄仙台駅北4出入口にあった情報カメラが撤去された。
- 大年寺山送信所 南側の地下鉄長町南駅方向を映す。
- 仙台市泉区 2006年4月、NTT泉ビル屋上鉄塔に設置。隣接する仙台バイパスや、泉中央駅前・ユアテックスタジアム仙台を捉える。
- 仙台宮城インターチェンジ 東北道下り出口付近に設置したカメラから、北方向。主にインターチェンジを出入りする車両を映す。
- 仙台空港 空港ターミナルビルに設置
- 石巻市 日和山公園
- 女川町 東北電力女川原子力発電所も映し出すことができる。別々の場所に2台あり、片方はIP伝送。
- 気仙沼市 気仙沼港に面した気仙沼プラザホテル屋上。NHK仙台放送局、東北放送、仙台放送、宮城テレビ放送がカメラを設置。
- 亘理町 電源装置に風力と太陽光によるハイブリッド発電システムを採用した情報カメラ。2012年8月29日から試験運用中[29]。

## 現在の主な番組
2025年度上期の編成（同年3月31日以降）。現在の番組の詳細は、公式サイトのやっぺぇの番組ガイドを参照。

### 総合テレビ
太字はNHKプラスの「ご当地プラス」において見逃し配信を実施している番組。
東北ブロック放送
- 東北地方のニュース・気象情報
  - 平日 15:07 - 15:10
  - 土曜 6:55 - 7:00・12:10 - 12:15（ニュースのみ）・18:45 - 18:59（3連休などの場合のみ：秋田局を除く）・20:55 - 21:00
  - 日曜 6:55 - 7:00・7:40 - 7:45・12:10 - 12:15（ニュースのみ）・18:45 - 18:59（3連休などの場合のみ：秋田局を除く）20:55 - 21:00
  - 祝日 6:55 - 7:00・7:25 - 7:30・12:10 - 12:15（ニュースのみ）・18:45 - 18:59（秋田局を除く）・20:55 - 21:00
  - 年末年始 7:15 - 7:20・12:10 - 12:15（ニュースのみ）・18:50 - 19:00・20:55 - 21:00[注釈 5]
  - 夕方枠の時間帯は2022年4月から秋田局（「ニュースこまち」の休日版を放送）と盛岡局（土曜は県内ニュース・気象情報内包自社制作バラエティ「Iwateen」（2025年度より「おばんですいわてサタデー」へ変更）、日曜は「おばんですいわてサンデー」）、2024年4月から福島局（「はまなかあいづサタデー・サンデー」）がネットを離脱、2025年4月5日から青森局（「あっぷるワイド645」）や山形局（「やままるサタデー・サンデー」）がネットを離脱したことにより県域放送へ変更（仙台局では「ニュースてれまさ645」を放送）。ブロック放送は秋田局を除き大型連休期間や祝日・年末年始のみとなる（秋田局は事情により編成が不可能な場合を除き原則通年県内ニュースを放送）
- 東北地方の気象情報
  - 平日 5:56 - 5:59・6:28 - 6:30・6:55 - 7:00・7:54.40 - 7:58・11:57 - 12:00[注釈 6]・17:57 - 18:00
  - 土日・祝日 6:28 - 6:30（祝日を除く土曜のみ）・7:57 - 8:00（祝日のみ）・11:57 - 12:00
  - 年末年始 6:56 - 6:59・11:57 - 12:00
- 東北ココから（金曜日 19:30 - 19:57、再放送：土曜日 11:25 - 11:52）
- ウィークエンド東北（土曜日 7:30 - 8:00）
- 被災地からの声 つぎの一歩（土曜日 9:30 - 9:45）
- 大好き♡東北 定禅寺しゃべり亭（日曜日 13:05 - 13:50、高校野球期間中やゴールデンウィーク・年末年始の特集編成時は休止）
- NHK東北番組審議委員会（毎月第1日曜に放送）

宮城県域放送（ワンセグは2006年4月1日 - 2007年3月4日まで東北ブロック放送）
- 宮城県のニュース（平日 12:15 - 12:20）
- おはよう宮城（平日 7:45 - 8:00、7:50 - 7:58は東北ブロック放送）
  - ゴールデンウィーク・お盆期間などは「おはよう東北」に改題の上、全編東北地方全域向けに放送。
- てれまさ（平日 18:10 - 18:59、番組内容・NHK総合の番組予告により19:00までの放送もあり）
- ニュースてれまさ845（平日 20:45 - 21:00）
  - ゴールデンウィーク・お盆期間などは休止し、同時間帯では「東北地方のニュース・気象情報」を東北地方全域向けに放送。
- ニュースてれまさ645（土日 18:45 - 18:59）
  - ゴールデンウィーク・お盆期間などは休止し、同時間帯では「東北地方のニュース・気象情報（番組表上ではニュース645）」を東北地方向け（秋田県を除く）に放送。
- 東北ココから（不定期金曜日 19:30 - 19:57、再放送：不定期土曜日 11:25 - 11:52）

### スポーツ中継
東北楽天ゴールデンイーグルス戦
- 総合テレビでは東北ブロックにて放送するが、対戦カードによってはビジター側地元局でも同時ネットで放送される場合がある。また年一試合は土日の昼間に全国放送される[注釈 7]。

ベガルタ仙台戦
- シーズンの開幕戦（ホームの開幕戦になる場合も同）や最終戦。モンテディオ山形との東北ダービーの放映が多い。シーズン最終戦では同時に全国ネットで放送されるJリーグ1部の優勝が懸かった試合よりもベガルタ戦を優先して放映することがある。2001年と2008年のシーズン終盤には水曜日のゴールデンタイムにベガルタ戦を放映したこともある。

- 2006年12月2日にベガルタ仙台対ヴィッセル神戸戦を放送。全国ネットではJ1『浦和レッズ対ガンバ大阪』の優勝決定戦を放送していたが、仙台局（ワンセグは東北全局）は縮小画面でこの試合を放送。ただし、優勝セレモニーは通常の画面で放送された。2003年（大分トリニータ対ベガルタ、全国ネットでは横浜Fマリノス対ジュビロ磐田）、2005年（アビスパ福岡対ベガルタ、全国放送はセレッソ大阪対FC東京）の最終節でもベガルタ戦を放映。また、2001年11月6日にヴァンフォーレ甲府対ベガルタのアウェイ戦、2008年12月10日にはJ1・J2入れ替え戦1回戦ベガルタ対ジュビロ磐田をいずれもゴールデンタイムで放映。

仙台89ers戦
- 年2試合ほど、土日の昼間に開催されるホーム戦を放送。bjリーグ時代の2015-16シーズンのプレーオフでは、カンファレンス・セミファイナル、対秋田ノーザンハピネッツ・第2戦を宮城・秋田両県に向けて生中継した。

全国高等学校野球選手権宮城大会
- 準々決勝以降を放映する。

### ラジオ第1放送
- Nandary（月曜日 - 金曜日 17:05 - 17:55、東北ブロック放送）
  - 木曜日のみ福島局は「ふくどん!」（16:05 - 17:55）を放送のため非ネット。また、大相撲中継・高校野球中継時は休止。
- 民謡をどうぞ（金曜日 12:30 - 12:55、東北ブロック放送、山形局を除く）
  - 再放送はFM放送で、日曜 5:00 - 5:25に放送（山形局は本放送扱い）

#### ラジオのローカル枠
※無印は東北ブロック放送、★印は平日のみ宮城ローカル。
※春の大型連休期間・お盆などの平日でも全時間帯または一部時間帯で東北ブロック放送の場合あり（一部地域を除く）。
※土日・祝日・年末年始は、終日東北ブロック放送のため宮城ローカルなし。
※時間が余ったときには「おしらせ」と称した地域イベントやNHKからの告知を行う。
- 5:55（FMサイマル）
- 6:25
- 6:55（FMサイマル）
- 平日 7:20★、土日祝日・年末年始 7:15（FMサイマル、NHKけさのニュース）
- 平日・土曜・祝日 7:50、日曜 7:55
- 9:55 - 日曜日は放送なし（「日曜討論」を放送）
- 11:50（FMサイマル）★
- 12:15（FMサイマル）★
- 13:55 - 平日のみ秋田局を除く
- 14:55　★
- 16:55 -  木曜日のみ福島局を除く
- 17:55 - 平日は秋田局・山形局・青森局を除く
- 18:50（FMサイマル）★
- 19:20（FMサイマル）（土日・祝日・年末年始「NHKきょうのニュース」）
- 19:55 - 日曜日は放送なし（「音の風景」を放送）
- 21:55
- 22:55

### FM放送
- MONKEY MAJIKのオンバク（月曜日 18:00 - 18:50） - 東北6県ブロックネット。祝日は特番で休止あり。[注釈 8]
- NHK全国学校音楽コンクール 東北ブロック（毎年9月下旬 16:00 - 18:50、東北ブロック放送）
- 東北楽天ゴールデンイーグルス開幕戦中継（13:00 - 試合終了 本来はAMでの放送であるが、高校野球中継を優先させるためFMで放送。2005 - 2007年の3年間はいずれも、東北ブロックで放送。2009年はラジオ第1で全国放送）

※一連の東北6県または宮城県域放送のラジオ番組は『NHKネットラジオ らじる★らじる・仙台』にて全国で聴取することが可能。ラジオ第1放送の番組は『radiko』でも東北6県で聴取することが可能である。

## 過去の主な番組

### 総合テレビ
平日朝
- 話題を追って→きょうの話題→話題の広場
- くらしの経済（1965年4月 - 、月曜 7:45 - 7:59）[31]
- 新しい東北（1965年4月 -、金曜 7:45 - 7:59）[31]
- ニュースワイドみやぎ730
- モーニングワイドみやぎ（1988年4月4日 - 1993年4月2日、平日 7:30 7:50→7:40 - 8:00）

平日午前
- みやぎホットらいん
- まるまるみやぎ
- みやぎ もうすぐお昼
- もりすた!（この番組から完全な東北ブロックネット[注釈 9][32]）

平日夕方
- あなたの620
- みやぎ640（1976年4月5日 - 1982年4月2日、平日 18:40 - 19:00）
- NHKみやぎ630→NC みやぎ630（- 1988年4月1日、平日 18:30 - 19:00）
- イブニングネットワークみやぎ（1988年4月4日 - 1997年3月31日）
- ネットワークみやぎ610（1997年4月1日 - 1998年3月31日）
- ほっとみやぎ600→NEWSほっとみやぎ（1998年4月1日 - ）
- ゆうYOU東北→ゆうYOUみやぎ（2000年4月3日 - ）

その他
- 趣味と生活（1965年4月 -、水曜 13:00 - ）[31]
- 郷土に生きる（1965年4月 - 、金曜 13:00 - ）[31]
- 午後のしおり（1965年4月 -1973年3月、平日13:20 - 13:25）[33]
- くらしのメモ（1973年4月- 1975年3月、平日 13:40 - 13:45）[34]
- おばんです（1976年4月 - 、木曜 19:30 - 20:00）[35]
- デイパック東北
- 東北アワー
- NHKニュースワイド東北（ - 1985年10月5日）
- おはよう日曜ひろば（日曜 7:30 - 8:00）[36]
- クローズアップ東北（2002年4月5日 - 2018年3月2日、金曜 19:30 - 19:55）
- ワンダフル東北（金曜日 20:00 - 20:43、全国花火競技大会など一部の内容は19:30から放送の場合あり）
  - 東北ブロックネットドラマ『お米のなみだ』（2008年9月19日）も19:30スタートであった。
  - 2010年度に年数回放送される『おいしい闘技場』では東北地方以外の地域でも地元が出場する該当地域ブロックの放送局でも先行放送または遅れ放送となる場合がある。
- 東北Z（2011年6月3日 - 2015年12月4日、金曜 20:00 - 20:43）
- こんぱす東北の課題
- 時の動き（随時、平日 22:30 - 22:50）
- 想いのかけら （総合テレビ全国放送） - 震災5年を機に作られた1話のみの短編アニメ。5分版と25分版が制作され、全国では5分版のみ放映されたが、その後再放送で全国放送開始。
- 震災関連ニュース（震災ニュース、2012年3月30日で終了）（平日 12:20 - 12:43）当該時間に放送されていた「ひるブラ」「金曜バラエティ（2012年3月30日で終了）」はデジタル総合2で放送されていた。
- だてもの（深夜に5分間放送）

※『ゆうどきネットワーク → ゆうどき』を地元局で放送していない盛岡放送局と秋田放送局にも、これにより放送していた（現在は東北6県いずれも放送しているが、青森・福島は金曜を除く）。
- 伊達者音楽闘技場
  - 単発の特別番組。宮城県内で活躍するアマチュアミュージシャンによる演奏を生中継し、視聴者投票でチャンピオンを選出する。2006年は宮城県のみでの放送であるが、2007年より東北ブロックでの放送。2009年3月に第3回の大会が行われた。
- おめでとう!仙台育英～深紅の優勝旗 初めて東北へ～
  - 第104回全国高等学校野球選手権大会で、仙台育英学園高等学校が東北勢初の優勝を飾った事から、急遽『100カメ「“絶海の孤島”青ヶ島」』を差し替えて、東北ローカルで、2022年8月23日 19:30 - 19:57に放送。
- もう一度見たい!夏の全国高校野球「仙台育英」対「下関国際」須江監督が語る
  - 2022年12月31日 8:18 - 11:02[注釈 10]に、通常番組を差し替えて、東北ローカルで放送。なお、この番組は、2023年6月10日 14:00 - 16:40にEテレで放送「NHK地域局発」で全国放送された。
- みちたん〜ああ!すばらしきセカイ〜（不定期金曜日 19:30 - 19:57、再放送：不定期土曜日 10:30 - 11:00）

### BS（旧BS1）
- BS列島ニュース[注釈 11]（平日 13:00 - 13:49、休止される場合あり。平日正午のニュースの内12:15 - 12:20の宮城県域ニュースのみ）

### BSプレミアム4K（旧BSプレミアム〈2K〉・旧BS4K）
- ペペロンチーノ（2021年3月6日、「宮城発地域ドラマ」として放送）[37][38] - 2021年に第47回放送文化基金賞テレビドラマ番組最優秀賞を受賞[39][40]。主演の草彅剛は同賞の演技賞も受賞している[39]。

### ラジオ放送
- おはようラジオセンター東北→ラジオセンター東北（ラジオ第1放送）
- ほわっとみやぎ505
- よじらじ!宮城
- 夕べのひととき（FM放送 月曜日 - 金曜日 18:00 - 18:50）
  - 東北ブロックネット。2011年度から2013年度までは「サバトセーラ東北」として土曜日単日の放送に集約。
- ぬくだまりの宿 みちのく亭（ラジオ第1放送 全国放送 毎月第2火曜日 21:30 - 21:55）
- サバトセーラ東北（FM放送 土曜日 18:00 - 18:50） - 東北6県ブロックネット。「NHK交響楽団定期演奏会中継」等、特別番組で休止あり。
- 仙台音楽倶楽部（月1回土曜日 16:00 - 18:50） - FMリクエストアワーの仙台放送局制作枠を引き継いだもので、年に一度はテレビ用スタジオからの公開生放送を実施。総合テレビ（宮城県域のみ）で後日、深夜枠にその模様を放映したこともあった。東日本大震災以降休止していたが、2011年8月から再開。2011年12月29日に全国放送を行った。2014年3月末をもって終了。

## 東日本大震災における対応
- 2011年（平成23年）3月11日14時46分ごろ、東北地方太平洋沖地震発生。宮城県で震度7記録。その瞬間[41]より、NHKの全てのチャンネル（BS系、NHKワールドも含む）で地震・津波警報情報の同時放送を開始（八波全中）。テレビ副音声（教育テレビを除く国内放送のテレビチャンネルとNHKワールド・プレミアム。アナログ・デジタルともモノラル二重音声）とラジオ第2放送は英語・韓国語・中国語・ポルトガル語・スペイン語を使って津波警報を断続的に放送。警報情報放送開始後、放送センターからの呼びかけを受ける形で、15時過ぎに谷地健吾が仙台局からの第一報を伝えた。
- 3月13日　津波警報解除。解除後すぐに通常放送に戻したラジオ第2放送を除き、引き続き全チャンネルで震災放送を継続し、教育テレビ・FM放送は今回の震災で被災した人たちの安否確認放送を実施。
- 3月14日　BSハイビジョン放送に限り午前4:30から通常番組編成に戻る。また特別措置として、通常の「衛星によるセーフティーネット」（総合テレビBS291ch、教育テレビBS292ch）とは別に、総合テレビとBS1、教育テレビとBS2の終日同時サイマル放送を実施（教育テレビとBS2は安否確認放送、避難者名簿一覧の放送を展開。さらに今回の震災による計画停電などの省エネ策のため、3月18日（3月19日未明）まで午前0時から午前5時の深夜放送を休止。また教育テレビ<3月14 - 18日はBS2も同>は視聴者保護の観点から児童向け一般番組についてのみ再開した）。
- 3月19日　段階を追って通常番組を再開。BS2・教育テレビがほぼ通常通りの編成に戻る。総合テレビ・BS1・ラジオ第1・FMでは震災関連番組を中心軸とした番組編成としながら少しずつながら通常番組の体裁に戻すも、全国統一編成のBS1を除く地上波総合放送の各チャンネルでは全国放送とは別に、東北地方向けの震災関連特番「東北ライフライン情報」などをほぼ終日に渡り編成するほか、一部総合テレビ・ラジオ第1同時放送の特別番組も編成される。総合テレビではL字型画面を使い、ニュースを含むほぼ終日を使って東北各地の被災地生活関連情報をロールテロップで挿入。
- 3月22日　第83回選抜高等学校野球大会開始。東北地方向けのテレビ放送は総合テレビが震災関連放送を続けている関係で、当面全試合を教育テレビで放送（原則として16時を以て放送打ち切り<関東・甲信越地方も同様。ただし16:55以後試合が継続している場合教育テレビで放送することがある。その場合、17時から総合テレビが全国のニュースを放送しているので、教育テレビは一旦17:00 - 17:10<または17:15まで>に「東北ライフライン情報」を迂回放送するため、高校野球は一旦中断>。それ以外の地域も、総合テレビの放送を一部縮小して、教育テレビでの放送を増やしている。総合テレビ放送時は東北以外でも随時L字型画面のロールテロップで震災関連文字情報を挿入。ラジオ第1は通常と同じであるが、随時インターバルなどで震災放送を挿入）。
- 東北地方向けテレビローカルニュースのうち、12時台と18時台[注釈 12]を、インターネットホームページで配信するサービスをしている。また、高校野球が終了した4月4日以後も、原則午前10・11時台と午後13・15・16時台の全国放送が放送されている時間帯も東北地方に限り震災関連の「ニュース」・「ライフライン情報」・「被災地からの声」・「今被災地に伝えたい」などの番組を放送。
- 震災発生から10日ほどが経過した3月21日以後は全国放送でも午前0時台に予定された番組を変更し「クローズアップ現代」「特報首都圏」「福祉ネットワーク」などで、震災関連の題目を取り上げた番組を再放送していたが、4月2日深夜（4月3日早朝）の深夜1時10分から5時までの4時間近くにわたり、総合テレビ東北ブロック向けの差し替えでオールナイトで震災関連番組の再放送を実施（この時間、他の地区はミッドナイトチャンネル・大リーグ生中継を放送）。
  - 1:10 - 2:00「被災地からの声・総集編」
  - 2:00 - 5:00「クローズアップ現代」より次の4本を再放送

  1. 「被災自治体を救え!!」
  2. 「今、私たちに出来ること」
  3. 「連鎖する震災ダメージ」
  4. 「"心の危機"被災者を救え!!」

### 独自編成を行っていた時間帯
東北地方向けに独自編成を行っていた主な時間帯は以下の通り。東北地方向けのニュースなどに差し替えていた。
- 平日12時台（ひるブラ・金曜バラエティー 9月12日から2012年3月30日までマルチ編成としてそれぞれ放送開始および再開した[注釈 13]両番組はサブチャンネルでの放送となっており、メインチャンネル・ワンセグ・アナログ終了が2012年3月31日に延期されたアナログ放送では3月30日まで震災ニュースを放送していた。なお、祝日については震災ニュースが休止となっていたため、地上デジタル・ワンセグ・アナログ放送のいずれもひるブラ・金曜バラエティーが放送されていた。12月29日～翌年1月3日の年末年始特別編成期間中も震災ニュースは休止となっていた）。なお、震災ニュースは2012年3月30日で終了し、同年4月2日以降はメインチャンネル、ワンセグでも平日12時台の番組が視聴可能となっている。なお、木曜日のサラメシ（再放送）は、放送されず、｢被災地からの声｣を放送（出典：NHK東京・仙台・青森・盛岡・北海道各局ホームページ番組表）していたが、2017年4月の｢被災地からの声｣放送時間移動で、東北地方でも「サラメシ」（再放送）が視聴可能となった。
  - 平日11時台、15時台、16時台は総合テレビで国会中継がある場合はEテレで代替放送し、デジタル放送ではマルチ編成となる。アナログ放送とデジタル放送021chで震災関連番組（東北ライフライン情報・ニュース）を放送し、デジタル放送023chで通常番組が放送されていた（2011年5月16日の放送などが該当した）。
  - なお、歌うコンシェルジュ（BSコンシェルジュ）は7月4日[注釈 14]から、ろーかる直送便は6月15日から、土曜・日曜17時台の番組（のんびりゆったり路線バスの旅・東京カワイイ★TV再放送）は6月25日[注釈 15]からそれぞれ再開した（出典：NHK仙台・青森両局ホームページ番組表）。

## 気象情報について

### 対象地域・海域
- 東北ブロックネットのニュースを伝える場合、気象情報は概況で東北各地の地域ごとに伝えている。気温部分は長年県庁所在地のみの表示であったが、2009年（平成21年）より各地の気温も表示されるようになった（NHKニュースの場合）。

### 警報・注意報
- 2010年（平成22年）5月27日から警報・注意報の区分細分化に伴い、東北ブロックネットの天気番組内で発表されている警報・注意報の表示は、これまでの「アイコン」から「地図表示」に変更された。

### その他
- 東日本大震災発生後は、東北ブロックニュースで通常の予報の他に、被災地の予報（週間予報含む・2011年いっぱいまで）と東京電力福島第一原子力発電所がある福島県とその周辺（南東北と北関東を中心に）地域のアメダス観測による風向・風力も放送している。2013年度からは風向・風力の情報が南東北と北関東中心から東北全域とその周辺に拡大している。
- 大震災後は、電力需要が高くなる夏季と冬季に通常の予報の他に、東北電力発表の「電力の使用予報」も併せて放送されていた。

## アナウンサー・キャスター

### アナウンサー
- *印は過去に仙台局勤務経験あり。前任地が太字はその局が初任地。

| 氏名        | 前任地             | 主な担当番組 | 備考                        |
| ----------- | ------------------ | --- | --------------------------- |
| 松野靖彦    | 東京アナウンス室   | アナウンスグループ統括 （部長級・専任） 各種スポーツ中継 宮城県・東北地方のニュース                                | 管理業務主体                |
| 宮﨑慶太    | 東京アナウンス室   | てれまさ （キャスター） 宮城県・東北地方のニュース                                                                 | 仙台市出身                  |
| 小野文明    | 東京アナウンス室   | ウィークエンド東北 （キャスター） 宮城県・東北地方のニュース                                                       |                             |
| 岩﨑果歩    | 富山               | あさイチ （本部制作・東北地域中継リポーター） 大好き♡東北 定禅寺しゃべり亭 （司会進行） 宮城県・東北地方のニュース |                             |
| 津田喜章    | 秋田               | 被災地からの声 （キャスター） 宮城県・東北地方のニュース                                                           | 地域職員（転向） 石巻市出身 |
| 大谷昌弘    | 秋田               | Nandary （ラジオパーソナリティー） 宮城県・東北地方のニュース                                                      | 福島県 いわき市出身         |
| 小野卓哉*   | G-Media出向        | 各種スポーツ中継 宮城県・東北地方のニュース                                                                        | 山形県 山形市出身           |
| 酒井良彦    | 福岡               | 各種スポーツ中継 宮城県・東北地方のニュース                                                                        |                             |
| 早坂隆信    | 東京アナウンス室   | 各種スポーツ中継 宮城県・東北地方のニュース                                                                        | 仙台市出身                  |
| 新井隆太*   | 東京アナウンス室   | 宮城県・東北地方のニュース                                                                                         |                             |
| 吉岡大輔    | 徳島               | 宮城県・東北地方のニュース                                                                                         |                             |
| 千野秀和    | 高知               | 宮城県・東北地方のニュース                                                                                         |                             |
| 長谷川史佳  | 青森               | 宮城県・東北地方のニュース                                                                                         | 福島県 西会津町出身         |
| 大沼ひろみ* | 日本語センター出向 | 宮城県・東北地方のニュース                                                                                         | 嘱託職員 秋田県出身         |

### キャスター
| 氏名       | 所属・前職等             | 主な担当番組                      | 備考                          |
| HK専属     | HK専属                   | HK専属                            | HK専属                        |
| ---------- | ------------------------ | --------------------------------- | ----------------------------- |
| 赤坂理菜   | 青森 （契約キャスター）  | おはよう宮城 （キャスター・隔週） | 青森県 青森市出身             |
| 中田理奈   | 福岡 （契約キャスター）  | おはよう宮城 （キャスター・隔週） |                               |
| 菅原智郁   | 元山形テレビアナウンサー | てれまさ （キャスター・隔週）     | 仙台市出身                    |
| 武田実紗   | 秋田 （契約キャスター）  | てれまさ （キャスター・隔週）     | 岩手県出身                    |
| 野田奈那   | 山形 （契約キャスター）  | てれまさ （リポーター）           |                               |
| 佐々木成美 | 盛岡 （契約キャスター）  | てれまさ （スポーツキャスター）   | 石巻市出身                    |
| 藤原由佳   |                          | てれまさ （スポーツキャスター）   | 岩手県出身                    |
| 関根和子   | 盛岡 （契約キャスター）  | ウィークエンド東北 （キャスター） | 岩手県出身                    |
| 気象予報士 |                          |                                   |                               |
| 篠原正*    | 富山 （気象キャスター）  | てれまさ ウイークエンド東北       | 南気象予報士事務所所属        |
| 乙藤亮平   | 元中国放送気象キャスター | おはよう宮城 ウイークエンド東北   | ウェザーマップ所属 仙台市出身 |

## マスコットキャラクター
仙台放送局には「やっぺぇ」と呼ばれるマスコットキャラクターが存在する。

### やっぺぇ
NHK仙台放送局のキャラクターで、小学校1年生から中学校1年生まで の子どもたちで、かわいいすずめ踊りを披露している団体 。 みんなで励まし合い、時にはよきライバルとして頑 張って練習し地域のお祭りや施設訪問をしている。 各児童館で、普段から活動したり、フェスタのために練習 したりしている。

## 専属の音楽部門
- NHK仙台放送管弦楽団
- NHK仙台少年少女合唱隊

※かつて同局の専属プロ合唱団だった仙台放送合唱団は、アマチュア化した現在も同局を練習会場としている。